# 盛岡文士劇
盛岡文士劇（もりおかぶんしげき）は、岩手県盛岡市で毎年年末に上演される演劇。岩手や盛岡にゆかりのある作家、文化人、放送関係者（岩手県の放送局のアナウンサーなど）が大挙して出演する。

## 概要
1949年に作家の鈴木彦次郎が中心となって開始。13年継続し一度は中断する。1995年に盛岡在住の作家、高橋克彦が発起人となって復活し、現在に至る。
キャストは2チームに分かれ、それぞれ現代劇、時代劇に演題を分けて上演する。有名な映画のプロットを翻案したコメディや人情劇などが多いが、地元放送局のアナウンサーの出演を主体にした現代劇は盛岡を舞台とし、盛岡弁をふんだんに取り入れた台本が特徴。
素人の演劇ゆえの言い間違いや、他県出身のアナウンサーらが披露する下手な盛岡弁が笑いを誘っている。アドリブを連発する出演者もおり、会場内は終始笑い声に包まれる。スペシャルゲストが登場することもある。
2つの演題の幕間には、盛岡市長をはじめとした文化人、名士が実行委員として裃姿で登場して口上を行う。こちらも出し物の一つとされ、名物となっている。
盛岡劇場（盛岡市松尾町）にて、毎年11月末または12月初頭の土日に公演が行われる。チケットは10月に売り出されるるが早々に売り切れるプラチナチケットとなっている。テレビ放送についてはIBC岩手放送が復活第1回から独占放映しており、公演後約1ヶ月後（年明け前後）に岩手県内に向けてテレビ放映している。

## 代表的キャスト
原則として出演者に恒久的なメンバーは存在しないが、地元放送局アナウンサー、高橋（克）（時代劇）、畑中（現代劇）は復活公演から2017年まで皆勤している。

### 現代劇
アナウンサーが中心。公演の前半。
- 盛岡市の民放テレビ局のアナウンサー - IBC岩手放送から2-3名[6]。他の民放テレビ局は出演しない[7]。
- 高橋佳代子（元テレビ岩手、フリーアナウンサー）
  - 「おもいッきりテレビ」降板後の2008年以降、毎年出演。
- 高橋美佳（元テレビ岩手、フリーアナウンサー）
- 畑中美耶子（元IBC岩手放送、フリーアナウンサー、方言指導家、もりおか歴史文化館館長）
  - 毎回冒頭に花道から登場し、客と盛岡弁丸出しで会話を行うのが通例。また、出演するアナウンサーに盛岡弁を指導している。

### 時代劇
盛岡に在住、あるいはゆかりのある作家が中心。公演の後半。
- アナウンサー - NHK盛岡放送局1 - 2名、IBC岩手放送[8]2名、エフエム岩手[9]1名
- 新聞記者 - 岩手日報[10]、読売新聞盛岡支局または朝日新聞盛岡支局
- 斎藤純（作家）
- 北上秋彦（作家）
- 内館牧子（脚本家）
- 盛岡市長
- 高橋克彦（作家、盛岡文士劇発起人）
  - 主役または準主役級の重要な役で出演してきたが、2016年以降、声のみの出演となり2019年以降出演せず。

## スタッフ
- 小野寺瑞穂（劇作家、朗読家）
- 藤原正教（劇作家、演出家）
- 浅沼久（演出家、会社社長）
- 道又力（脚本家、作家）

## 関連
- 文士劇